# Artesanías japonesas
Las artesanías (工芸 kōgei?,  literalmente «arte diseñado») en Japón tienen una larga tradición e historia. En la categoría de artesanías tradicionales se incluyen las artesanías producidas por un individuo o un grupo, así como el trabajo producido por artistas de estudio independientes que trabajan con materiales y/o procesos artesanales tradicionales.
Las artesanías de cerámica y porcelana (陶磁器 tōjiki?,  también  (焼きもの yakimono?), o  (陶芸 tōgei?)) son unas de las artesanías japonesas y formas de arte más antiguas, que datan del Neolítico. Los hornos han producido loza, alfarería, gres, glasé, gres vidriado, porcelana y azul y blanca. Japón tiene una historia excepcionalmente larga y fructífera en la producción de cerámica. Ya se fabricaban objetos de barro en el periodo Jōmon (10.500-300  a.C.), lo que confiere a Japón una de las tradiciones cerámicas más antiguas del mundo. Japón se distingue además por la inusual estima que la cerámica tiene dentro de su tradición artística, debido a la perdurable popularidad de la ceremonia del té.
Japón tiene una tradición muy desarrollada en la creación de bellos tejidos, a menudo hechos de materiales naturales como el algodón y la seda. En Japón, los tejidos se han utilizado para vestir, como superficie para bellas artes y con fines políticos y religiosos. Algunos ejemplos son los estandartes para templos y procesiones militares. Durante la mayor parte de la historia de Japón, los textiles se tejían con fibras de plantas y árboles autóctonos clasificados como "fibras de líber". Procedían de árboles y plantas como el tilo, la morera de papel, el olmo, la glicina, el cáñamo, el ramio y la fibra de plátano. Desde tiempos muy antiguos hasta el siglo XVII, los campesinos japoneses vestían prendas hechas de cáñamo común, una fibra de líber cultivada y procesada localmente. Los japoneses no distinguían entre lino y cáñamo, y se denominan con la misma palabra japonesa, asa. El tejido de cáñamo era el único material disponible para uso general en Japón hasta la introducción del algodón. En el siglo XVI, los japoneses adoptaron los métodos chinos de cultivo del algodón. Los artesanos japoneses también desarrollaron diversas técnicas de teñido de textiles, tal como la denominada Shibori.
El laqueado (漆器 shikki?) es una artesanía japonesa con un amplio campo de aplicación en las bellas artes y la decoración, ya que la laca se ha utilizado en urushi-e, impresiones, y en una gran variedad de objetos, desde estatuas de Buda hasta cajas bentō para comida. La laca japonesa se caracteriza por la diversidad de laqueados que utilizan una técnica de decoración llamada maki-e (蒔絵?) en la que se espolvorea polvo metálico para fijarlo a la laca. La invención de varias técnicas maki-e en la historia japonesa amplió la expresión artística, y varias herramientas y obras de arte como inro son muy decorativas.
Desde el siglo XII, los artesanos japoneses han venido empleando una técnica de construcción que utiliza solo la madera. En lugar de utilizar pegamento, clavos y otros elementos de fijación, el arte tradicional de la carpintería japonesa hace muescas en las tablas de madera para que las ranuras encajen y formen una estructura resistente. Esta técnica artesanal se ha aplicado en la construcción de palacios, templos, casas y otras construcciones.

## Historia
La artesanía japonesa se remonta a la época en que los humanos se asentaron en sus islas. La artesanía tiene sus raíces en las artesanías rurales para atender las necesidades materiales en la antigüedad. Los artesanos utilizaron materiales naturales y autóctonos. Tradicionalmente, los objetos se creaban para ser usados y no sólo para ser exhibidos y, por tanto, la frontera entre artesanía y arte no siempre era muy clara.  La artesanía tenía estrechos vínculos con el arte folclórico, pero se convirtió en bellas artes, surgiendo una serie de escuelas de pensamiento estético, como el wabi-sabi. Por lo tanto, los artesanos fueron evolucionando y transformándose en más sofisticados. Con ello los productos no solo se produjeron para el consumo interno, sino que en algún momento artículos como la cerámica hecha por artesanos de estudio se produjeron para la exportación y se convirtieron en un pilar importante de la economía.
En el mundo del arte, el proceso de transmisión de conocimientos y experiencias formó la base de los linajes familiares. Para los artesanos de cerámica, metal, laca y bambú, esta adquisición de conocimientos normalmente implicaba un largo aprendizaje con el maestro del taller, a menudo el padre del joven discípulo, de una generación a la siguiente. En este sistema llamado  (伝 統 dentō?), las tradiciones se transmitían dentro de una relación maestro-estudiante (師弟 shitei?). Abarcaba reglas estrictas que debían observarse para permitir el aprendizaje y la enseñanza. La sabiduría se podía enseñar de forma oral  (伝承 denshō?) o por escrito  (伝書 densho?). Al vivir en la casa del maestro y participar en las tareas domésticas, los aprendices observaban al maestro, a los estudiantes de último año y al taller antes de comenzar cualquier formación real. Incluso en las últimas etapas de un aprendizaje era común que un discípulo aprendiera sólo a través de la observación concienzuda. El aprendizaje requería un arduo trabajo por parte del alumno casi todos los días a cambio de una remuneración pequeña o nula. Era bastante común que el dominio de determinados oficios se transmitiera dentro de la familia de generación en generación, estableciéndose auténticas dinastías. En ese caso se asumía el nombre del maestro establecido en lugar del personal. En caso de ausencia de un heredero varón, se podría adoptar a un familiar o a un estudiante para continuar la línea y asumir el prestigioso nombre.
Con el final del período Edo y el advenimiento de la era Meiji moderna, se introdujo la producción industrial; los objetos y estilos occidentales fueron copiados y comenzaron a reemplazar los antiguos. En el nivel de las bellas artes, mecenas como los señores daimyō feudales no pudieron apoyar a los artesanos locales tanto como lo habían hecho en el pasado. Aunque la artesanía japonesa hecha a mano alguna vez fue la fuente dominante de objetos utilizados en la vida diaria, la producción industrial de la era moderna, así como la importación del extranjero, la dejaron de lado en la economía. La artesanía tradicional comenzó a decaer y desapareció en muchas áreas a medida que cambiaron los gustos y los métodos de producción. Formas como la fabricación de espadas quedaron obsoletas. El erudito japonés Okakura Kakuzō escribió contra la primacía de moda del arte occidental y fundó la revista Kokka (國華, literalmente "Flor de la Nación")  para llamar la atención sobre el tema. Artesanías específicas que se habían practicado durante siglos estaban cada vez más amenazadas, mientras que otras que eran desarrollos más recientes introducidos desde Occidente, como la fabricación de vidrio, experimentaron un aumento.

### Preservación de las técnicas y tradiciones
Aunque las artesanías tradicionales japonesas fueron designadas Tesoros Nacionales – colocándolas bajo la protección del gobierno imperial – tomó algún tiempo hasta que su valor cultural fuera plenamente reconocido. Para proteger aún más las artesanías y las artes tradicionales, el gobierno, en 1890, instituyó el gremio de Artistas domésticos imperiales (帝室技芸員 Teishitsu Gigei-in?) , quienes fueron designados especialmente para crear obras de arte para el Kōkyo y otras residencias imperiales. Estos artistas fueron considerados los más  prestigiosos y trabajaron en áreas como la pintura, la cerámica y la laca. Aunque este sistema de mecenazgo les ofrecía algún tipo de protección, los artesanos del arte popular quedaron expuestos. Una reacción a este desarrollo fue el mingei, el movimiento de arte popular que se desarrolló a finales de los años 1920 y 1930, cuyo padre fundador fue Yanagi Sōetsu (1889-1961). El pilar filosófico del mingei era el "arte hecho a mano por gente común y corriente" (民衆的な工芸 minshū-teki-na kōgei?). 
La Segunda Guerra Mundial dejó al país devastado y, como resultado, la artesanía sufrió. El gobierno introdujo un nuevo programa conocido como Tesoro Nacional Viviente para reconocer y proteger a los artesanos (individualmente y como grupos) en el nivel de las bellas artes y las artes populares. La inclusión en la lista vino acompañada de apoyo financiero para la formación de nuevas generaciones de artesanos para que las formas de arte pudieran continuar. En 1950, el gobierno nacional instituyó la categorización de bienes culturales intangibles, que se otorga a los bienes culturales considerados de alto valor histórico o artístico en cuanto a la técnica artesanal. El término se refiere exclusivamente a la habilidad humana que poseen individuos o grupos, que son indispensables para producir bienes culturales. También tomó medidas adicionales: en 2009, por ejemplo, el gobierno inscribió yūki-tsumugi en las Listas del Patrimonio Cultural Inmaterial de la UNESCO. Los artesanos se enfrentan al dilema de una sociedad que envejece, en la que el conocimiento no se transmite a un número suficiente de alumnos de la generación más joven, lo que significa dentō las relaciones entre profesor y alumno dentro de las familias se rompen si no se encuentra un sucesor. A medida que las reglas sociales cambiaron y se volvieron más relajadas, el sistema patriarcal tradicional también se vio obligado a sufrir cambios. En el pasado, los hombres eran predominantemente los poseedores de títulos de "maestros" en los oficios más prestigiosos. La ceramista Tokuda Yasokichi IV fue la primera mujer en suceder a su padre como maestro, ya que él no tenía hijos varones y no estaba dispuesto a adoptar un heredero varón. A pesar de la modernización y la occidentalización, todavía existen varias formas de arte, en parte debido a su estrecha conexión con ciertas tradiciones: los ejemplos incluyen la ceremonia del té japonesa, ikebana y, hasta cierto punto, las artes marciales (en el caso de la fabricación de espadas).
La Exposición tradicional japonesa de Kōgei (日本伝統工芸展?)  se lleva a cabo cada año con el objetivo de llegar al público. En 2015, el Museo de Arte y Diseño de Nueva York exhibió una serie de artistas kōgei modernos en un esfuerzo por presentar la artesanía japonesa a una audiencia internacional.

## Cerámica y porcelana

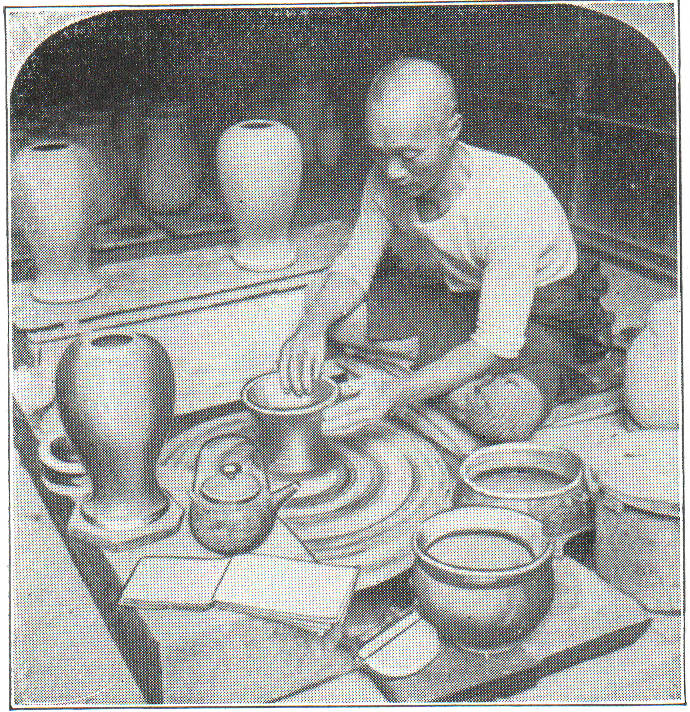
Ceramista japonés en su torno (1914).

La cerámica y la porcelana japonesas, son unas de las formas de artes más antiguas del país, se remontan al período Neolítico. Los hornos han producido loza, alfarería, gres, alfarería vidriada, gres vidriado, porcelana y vajilla azul y blanca. Japón tiene una historia excepcionalmente larga y exitosa en la producción de cerámica. La loza se creó en el período Jōmon (10.000-300 a. C.), lo que dio a Japón una de las tradiciones cerámicas más antiguas del mundo. Japón se distingue además por la inusual estima que tiene la cerámica dentro de su tradición artística, debido a la perdurable popularidad de la ceremonia del té.
Algunas de las técnicas reconocidas de la artesanía cerámica japonesa son:
- Iro-e (色絵, pintura de color)
- Neriage (練上げ, uso de diferentes colores de arcilla juntos)
- Sansai (三彩, tres colores: marrón, verde y blanquecino cremoso)
- Saiyū (彩釉, técnica de glaseado con efecto goteo)
- Seihakuji (青白磁, una forma de porcelana hakuji azul-blanca)
- Sometsuke (染付, cerámica azul y blanca)
- Tetsu-e (鉄絵, también conocido como Tetsugusuri, acristalamiento de hierro)
- Yūri-kinsai (釉裏金彩, aplicación de hoja de metal)
- Zōgan (象嵌, damasquinado y champlevé)

Hay muchos tipos diferentes de artículos japoneses. Aquellos más identificados como cercanos al movimiento artesanal son:

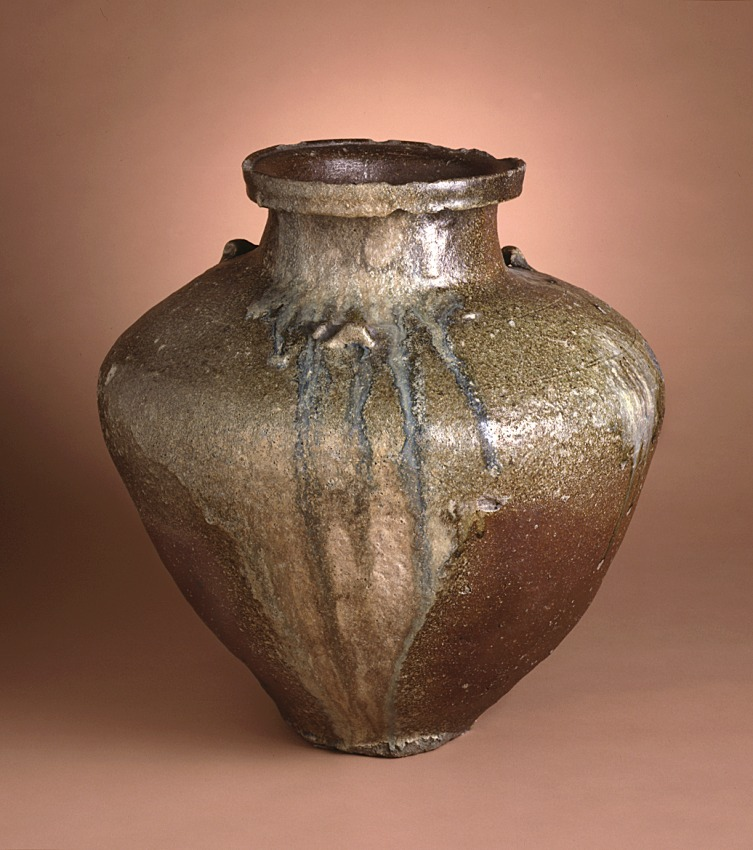
Gres Tokoname construido en bobina con esmalte de fresno. Período Kamakura, siglo XIV.

- Artículos Bizen (備前焼?), de Imbe en la provincia de Bizen
- Articulos Hare (萩焼?), de Hagi, prefectura de Yamaguchi
- Articulos Hasami (波佐見焼?), de Hasami, prefectura de Nagasaki
- (柿右衛門 Kakiemon?), porcelana desarrollada por Sakaida Kakiemon en Arita, prefectura de Saga
- Articulos Karatsu (唐津焼?), de Karatsu, prefectura de Saga
- Articulos Kutani (九谷焼?), de Kutani, prefectura de Ishikawa
- Articulos Mashiko (益子焼?), de Mashiko, prefectura de Tochigi
- Articulos Mumyōi  (無名異焼?), de Sado, prefectura de Niigata
- Articulos Onta (小鹿田焼?), de Onta, prefectura de Ōita
- (瀬戸黒 Setoguro?), de Seto, prefectura de Aichi
- Articulos Shigaraki (信楽焼?), de Shigaraki, prefectura de Shiga
- Articulos Shino (志野焼?), de la provincia de Mino
- Articulos Tokoname (常滑焼?), de Tokoname, prefectura de Aichi
- Artículos Tsuboya (壺屋焼?), de las islas Ryūkyū

## Textiles
Las artesanías de textiles japonesas comprenden el uso de seda, cáñamo, lino textil y algodón para dar forma a tejidos, teñidos y bordados en diversas formas, desde artesanías que se originan a partir de diseños populares hasta complejos tejidos de seda destinados a las clases altas.
Las artesanías aldeanas que evolucionaron a partir de antiguas tradiciones populares también continuaron en forma de tejeduría y teñido de añil, por parte del Ainu de Hokkaidō (cuyos diseños distintivos tienen prototipos prehistóricos) y por otras familias de agricultores remotos en el norte de Japón.
Los textiles artesanales tradicionales se utilizan principalmente para vestimenta, como rollos de tela largos y delgados (tanmono) que se utilizan para coser kimonos, yukata y furisode, así como otros tipos de kimonos. Históricamente, estos textiles se habrían utilizado para coser el kosode (el precursor histórico del kimono). También se utilizan para confeccionar el obi, la faja que se lleva con el kimono. Los accesorios como kanzashi también suelen fabricarse con textiles como kinsha y chirimen (crepé liso y crepé texturizado, respectivamente). El calzado tradicional, como el geta, el zōri y okobo, también utiliza textiles en forma de hanao, las tiras de tela que se utilizan para sujetar el zapato al pie; algunos okobo también cuentan con tela de brocado alrededor del cuerpo del zapato.
Las diferentes técnicas para teñir diseños sobre tela son:
- (友禅染 Yūzen?)
- (型絵染 Katazome?)
- (江戸小紋 Edo komon?)
- (長板中形 Nagaita chugata?)
- (木版染 Mokuhan-zome?)
- Tsujigahana
- Shibori

Algunas técnicas de tejido son:
- (絣織 Kasuri?)
- (紬織 Tsumugi?)
- (越後上布 Echigi-jōfu?)
- (佐賀錦 Saga-nishiki?)

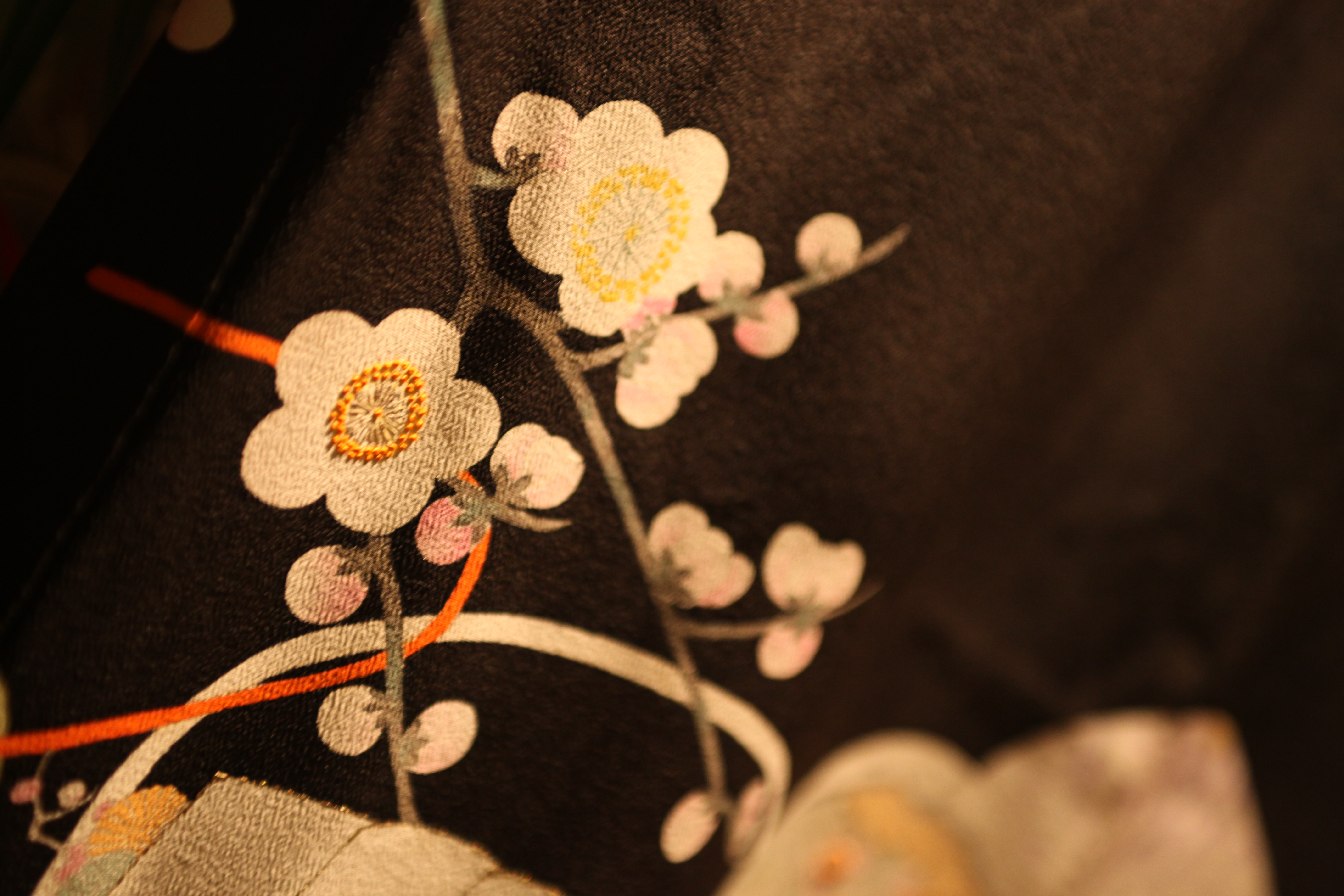
Detalle de un kimono Yūzen

Entre los textiles regionales más conocidos se encuentran:
- (西陣織 Nishijin-ori?), brocado de seda con hilos flosting y papel dorado del distrito Nishijin de Kioto
- (結城紬 Yūki-tsumugi?), una variedad de tsumugi de Yūki, prefectura de Ibaraki
- (久米島紬 Kumejima-tsumugi?), una variedad de tsumugi de Kumejima, Okinawa
- (加賀友禅 Kagayūzen?), una técnica de teñido de Kaga, prefectura de Ishikawa
- (京友禅 Kyōyūzen?), una técnica de teñido de Kioto
- Bingata, una técnica de tinte con plantilla de las islas Ryukyuan

Otras técnicas incluyen la confección de trenzas  (組紐 kumihimo?)  y  (こぎん刺し kogin zashi?), una forma de bordado sashiko.

## Laqueados

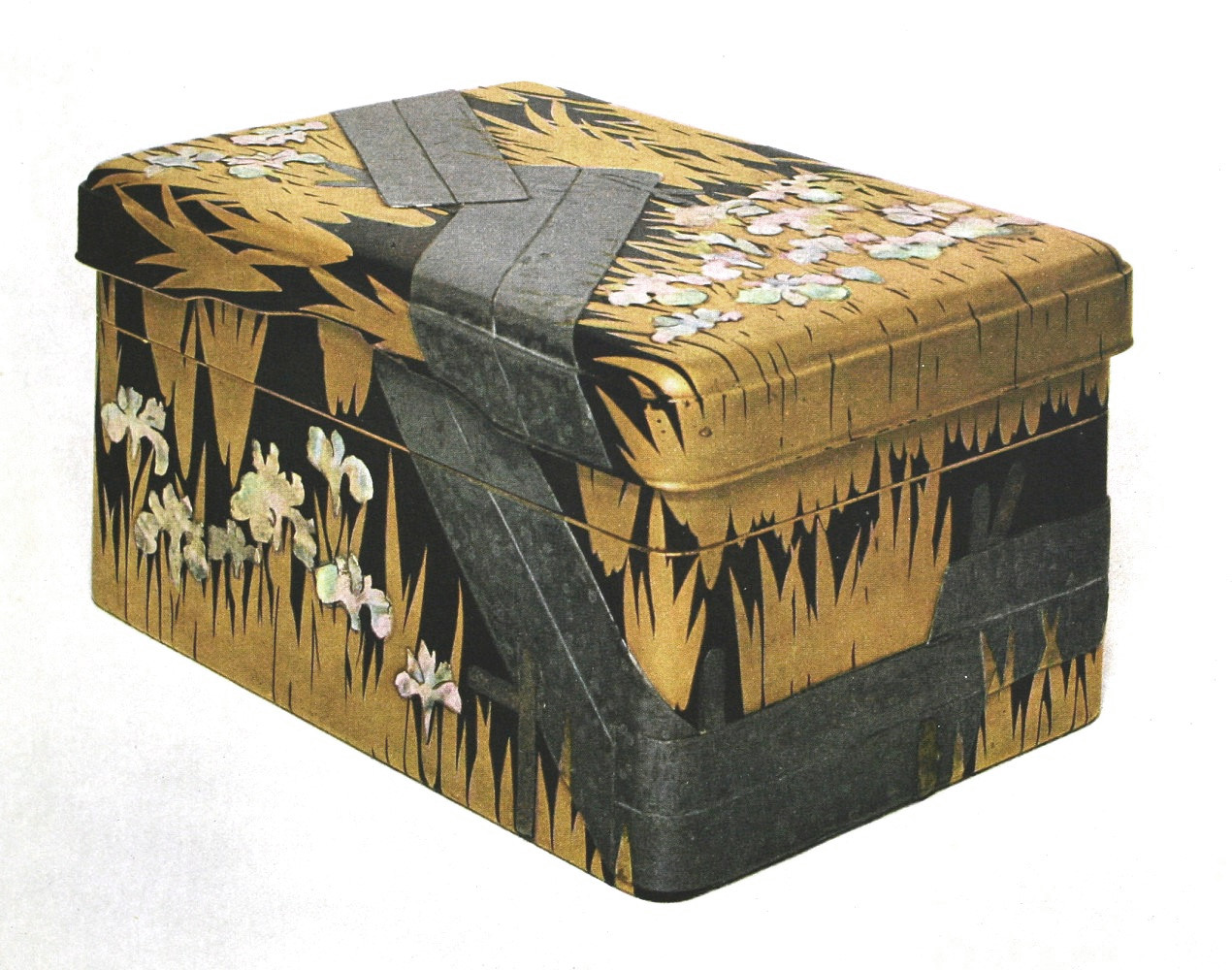
Caja de laca para escribir con Iris en Yatsuhashi, de Ogata Kōrin, periodo Edo (Tesoro Nacional).

El arte del laqueado japonés  se remonta a artefactos prehistóricos. La laca japonesa se emplea con mayor frecuencia en objetos de madera, que reciben múltiples capas de jugos de laca refinada, cada una de las cuales debe secarse antes de aplicar la siguiente. Estas capas crean una piel dura, impermeable al daño del agua y resistente a la rotura, lo que proporciona utensilios de todo tipo livianos y fáciles de limpiar. La decoración de estas lacas, ya sea talladas en capas de diferentes colores o en diseños de superficies, aplicadas con oro o incrustadas con sustancias preciosas, ha sido una forma de arte preciada desde el período Nara (710-94 d.C.).
Los artículos fabricados con laca se utilizan para las necesidades diarias, como cuencos y bandejas, pero también para utensilios de la ceremonia del té, como chaki (cajas para el té) y kōgō (recipientes para incienso). Otros artículos también decorados con laca y utilizados más comúnmente en el pasado incluyen netsuke e inrō.
La laca japonesa está estrechamente entrelazada con el trabajo en madera y bambú; el material base suele ser madera, pero también se puede utilizar bambú (藍胎 rantai?)  o linen (乾漆 kanshitsu?).</ref>
Las diferentes técnicas utilizadas en la aplicación y decoración de lacas son:
- (漆絵 Urushi-e?), que es la técnica decorativa más antigua y básica
- (蒔絵 Maki-e?)
- (螺鈿 Raden?)
- (沈金 Chinkin?)
- (蒟醤 Kinma?)
- (彫漆 Choshitsu?)
- (平文 Hiramon?)
- (卵殻 Rankaku?)
- (鎌倉彫 Kamakura-bori?)

Entre los tipos de laqueados más conocidos se encuentran:
- (輪島塗 Wajima-nuri?), laqueados de Wajima, prefectura de Ishikawa
- (津軽塗 Tsugaru-nuri?), laqueados de la región de Tsugaru alrededor de Hirosaki, prefectura de Aomori

## Madera y bambú

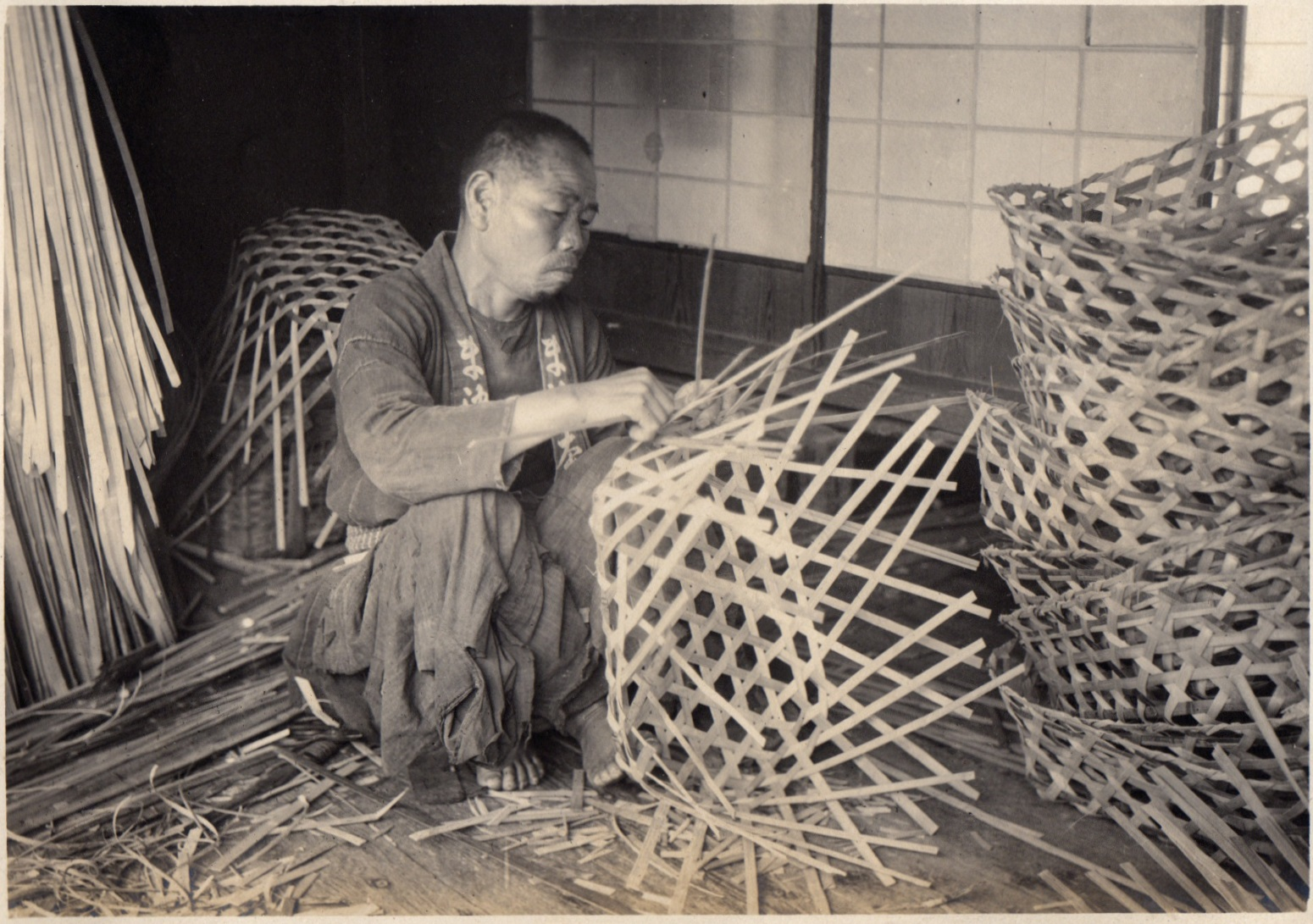
Tejedor de cestas trabajando con patrón kagome (1915)

El entramado de tejido kagome

La madera y el bambú siempre han tenido un lugar en la arquitectura y el arte japonés debido a la abundancia de materiales disponibles, dando como resultado la larga tradición de la carpintería japonesa. Tanto los edificios seculares como los religiosos estaban y están hechos de madera, así como los elementos utilizados en el hogar, típicamente platos y cajas.
Otras tradiciones de carpintería incluyen yosegi (trabajo de marquetería japonés) y la fabricación de muebles como tansu. La ceremonia del té japonesa está estrechamente relacionada con las prácticas de artesanía de bambú (para las cucharas) y carpintería y laca (para natsume).
Los tipos de carpintería incluyen:
- (指物 Sashimono?)
- (刳物 Kurimono?)
- (挽物 Hikimono?)
- (曲物 Magemono?)

Los instrumentos japoneses de bambú se producen para ceremonias del té, arreglos florales ikebana y artículos de interior. Los tipos de bambú son:
- (編物 Amimono?)
- (組物 Kumimono?)

El arte de cesterías con patrones como  (籠目 kagome?)  es bien conocido; su nombre se compone de las palabras kago (cesta) y me (ojos), en referencia al patrón de agujeros que se encuentra en kagome, donde listones tejidos en tres direcciones (horizontal, diagonalmente izquierda y diagonalmente derecha) crean un patrón de mosaico trihexagonal. El proceso de tejido le da al patrón kagome una simetría de grupo del papel pintado quiral de p6 (632).
Otros materiales, como las cañas, también se utilizan en la amplia categoría de carpintería japonesa. Neko chigura es una forma tradicional de tejer cestas para gatos.
Entre las variedades más conocidas de carpintería variada se encuentran:
- (箱根寄木細工 Hakoneyosegizaiku?), marquetería de madera de Hakone, distrito de Ashigarashimo y Odawara, prefectura de Kanagawa
- (岩谷堂箪笥 Iwayadotansu?), cómodas de madera, de Oshu, prefectura de Iwate

## Metalistería
Las técnicas japonesas de trabajo del hierro se remontan a los siglos III y II a.C. La forja de espadas japonesa es de altísima calidad y muy valorada; la forja de espadas en Japón se originó antes del siglo I a. C. y alcanzó la cima de su popularidad como posesión principal de señores de la guerra y samuráis. La forja de espadas se considera una forma de arte separada del trabajo del hierro y los metales, y ha ido más allá del oficio en el que alguna vez comenzó.
Aparte de la forja de espadas, históricamente varios artículos de uso diario se fabricaban de metal, lo que dio lugar al desarrollo del trabajo del metal fuera de la producción de armas.
Las técnicas tradicionales de fundición de metales incluyen:
- (蝋型 Rogata?)
- (惣型 Sogata?)
- (込型 Komegata?)

Herrería (鍛金?), la técnica de dar forma a objetos metálicos golpeándolos con un martillo también se utiliza en la orfebrería tradicional japonesa.
Posiblemente la técnica japonesa de trabajo de metales más importante es soldadura de forja (鍛接?) , la unión de dos piezas de metal, generalmente hierro y acero al carbono, calentándolas a una temperatura alta y golpeándolas con un martillazo, o forzándolas a unirse por otros medios. La soldadura de forja se utiliza comúnmente para fabricar herramientas como cinceles y garlopas. Una de las zonas más famosas por el uso de la soldadura por forja es Yoita, ciudad de Nagaoka, ubicada en la prefectura de Niigata, donde se utiliza una técnica conocida como (越後与板打刃物 Echigo Yoita Uchihamono?).
Para crear varios patrones en la superficie de una pieza de metal, se utiliza el tallado en metal para aplicar diseños decorativos. Las técnicas incluyen tallado (彫り?) , incrustaciones de metal (象嵌?)  y realces (打ち出し?).
Entre los tipos más conocidos de artículos de metal japoneses se encuentran:
- (南部鉄器 Nambutekki?), artículos de hierro de Morioka y Oshu, prefectura de Iwate
- (高岡銅器 Takaoka Doki?), artículos de cobre de Takaoka, prefectura de Toyama

## Muñecas

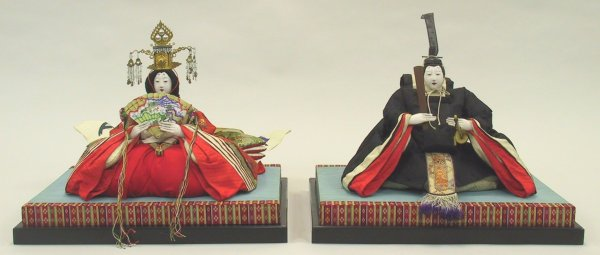
Muñecas Hinamatsuri del emperador y la emperatriz.

Hay varios tipos de muñecas japonesas (人形 ningyō?, tdl. ‘forma humana’) tradicionales, algunos representan a niños y bebés, otros representan a la corte imperial, guerreros y héroes, personajes de cuentos de hadas, dioses y (raramente) demonios, y también gente común. Muchos tipos de ningyō tienen una larga tradición y todavía se elaboran hoy en día, para santuarios domésticos, entregas formales de regalos o celebraciones festivas como Hinamatsuri, el festival de las muñecas, o Kodomo no Hi, el Día del Niño. Algunas se fabrican como artesanía local, para ser adquiridas por los peregrinos como recuerdo de una visita al templo o algún otro viaje.
Existen cuatro tipos básicos diferentes de muñecas, en función de su material base:
- Muñecas de madera (木彫人形?)
- Toso muñecos (桐塑人形?), hecho de toso, una sustancia hecha de aserrín de paulownia mezclado con pasta que crea una sustancia parecida a la arcilla
- Harinuki muñecas (張抜人形?), hecho de papel maché
- Totai muñecas (陶胎人形?), hecho de cerámica

Las técnicas de pintura o aplicación son:
- (布貼り Nunobari?)
- (木目込み Kimekomi?)
- (嵌込み Hamekomi?)
- (紙貼り Kamibari?)
- (彩色 Saishiki?)
- (彩彫 Saicho?)

Un tipo muy conocido de ningyō es  (博多人形 Hakata ningyō?).

## Fabricación de papel
Se cree que el arte japonés de fabricar papel a partir de la planta de morera llamada washi (和紙?)  comenzó en el siglo VI. Teñir papel con una amplia variedad de tonos y decorarlo con diseños se convirtió en una de las principales preocupaciones de la corte Heian, y el disfrute del papel hermoso y su uso continuó desde entonces, con algunas adaptaciones modernas. El papel elaborado tradicionalmente llamado izumo (por el área del santuario donde se fabrica) era especialmente deseado para la decoración fusuma (paneles deslizantes), papeles de artista y papel de carta elegante. Algunos grabadores tienen su propio logotipo en sus papeles y, desde el período Meiji, otra aplicación especial han sido las guardas marmoleadas occidentales (fabricadas por el Atelier Miura en Tokio).

## Otras manualidades

### Trabajos en vidrio

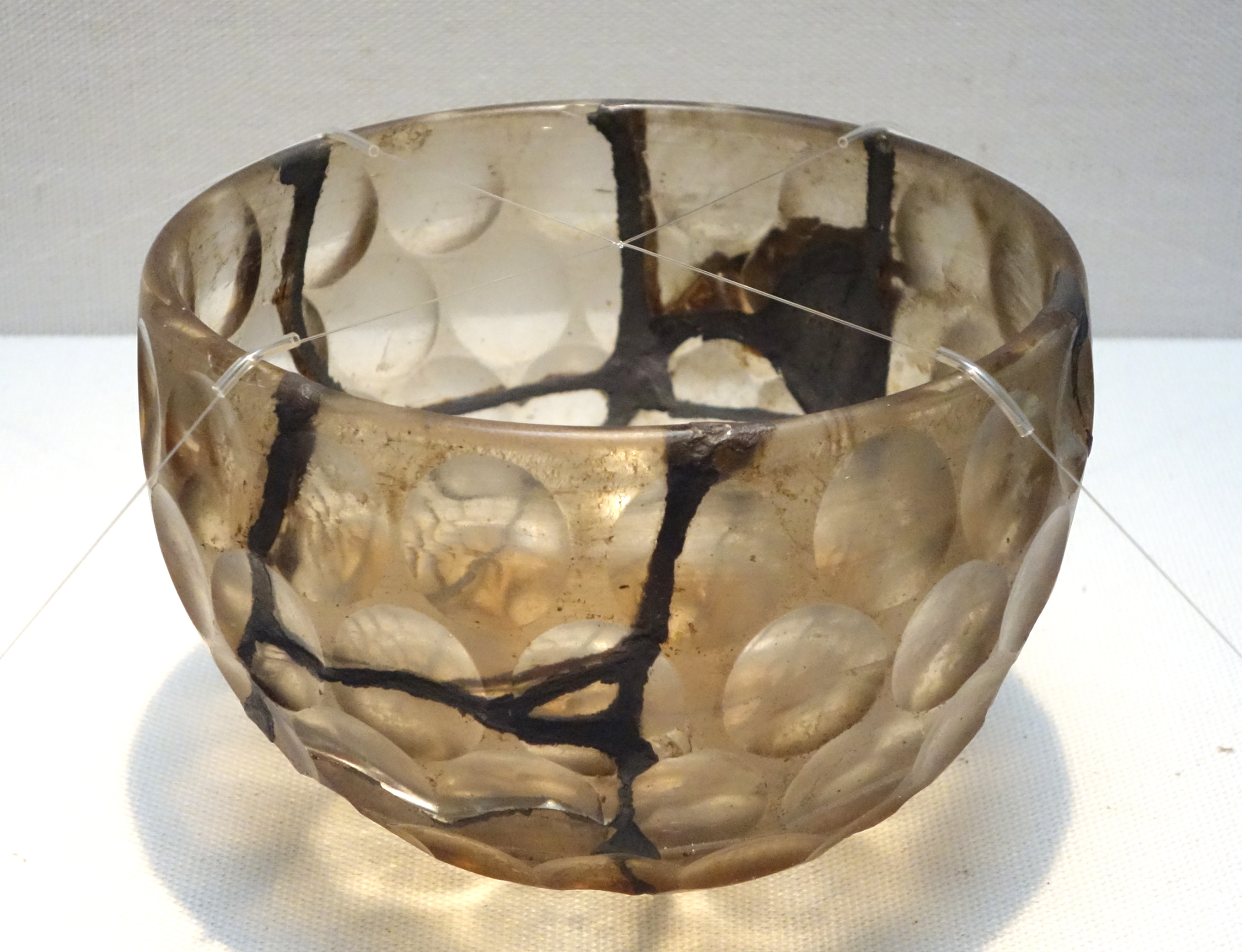
Cuenco de vidrio, período Kofun, siglo VI, quizás de la tumba del emperador Ankan, en Habikino, Osaka

La tradición de la fabricación de vidrio se remonta al período Kofun en Japón, pero se usaba muy raramente y más con fines decorativos, como decorar algunos kanzashi. Sólo relativamente tarde en el período Edo experimentó una mayor popularidad, y con el comienzo de la modernización durante la era Meiji comenzó la producción industrial de cristalería a gran escala.
A pesar del advenimiento de una producción industrial más amplia, la cristalería sigue existiendo como artesanía, por ejemplo, en tradiciones como  (江戸切子 Edo kiriko?)  y  (薩摩切子 Satsuma kiriko?). Las diversas técnicas utilizadas son:
- Soplado de vidrio (吹きガラス?)
- Cristal tallado (切子?)
- Grabado (グラヴィール?)
- Vidrio fundido

 (パート・ド・ヴェール?)
- Esmaltado (エナメル絵付け?)

### Cloisonné

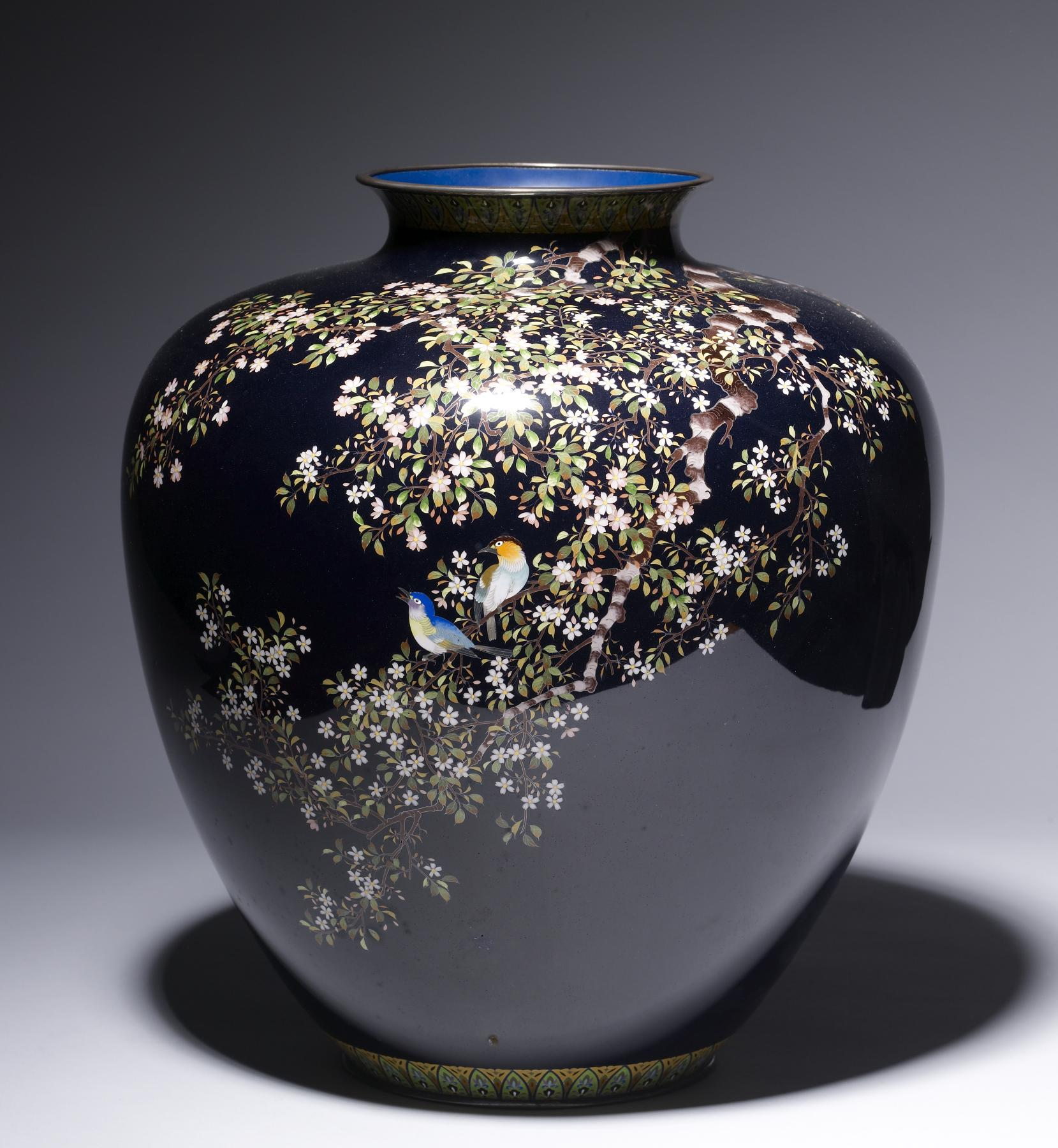
Jarrón con cerezos en flor y pájaros de Ando Cloisonné Company, alrededor de 1910

El cloisonné (截金 shippō?) es un esmalte similar al vidrio que se aplica a una estructura de metal y luego se cuece en un horno.  Se desarrolló especialmente en la provincia de Owari, alrededor de Nagoya, a finales del período Edo y entrando en la era Meiji. Una de las principales empresas productoras tradicionales que aún existe es la Compañía Ando Cloisonné.
Las técnicas de shippō incluyen:
- (有線七宝 Yusen-shippō?)
- (省胎七宝 Shotai-shippō?)
- (泥七宝 Doro-shippō?)

### Talla de gemas
Talla de gemas (砡 gyoku?) está tallando ágata con diseños naturales o varios cristales duros en tazones de té y recipientes de incienso. 

### Aplicación de pan decorativo dorado o plateado
(截金 Kirikane?) es una técnica decorativa utilizada para pinturas y estatuas budistas, en la cual se aplica pan de oro, pan de plata, pan de platino cortados en patrones geométricos de líneas, diamantes y triángulos. 

### Tallado en piedra de entintar
La caligrafía se considera uno de los refinamientos y formas de arte clásicos de Japón. Por ello, la producción de piedras de entintar era muy valorada.

### Talla de marfil
(撥鏤 Bachiru?) es el arte de grabar y teñir el marfil.